# باتريك جيدس
السير باتريك جيدس (بالإنجليزية: Sir Patrick Geddes)‏ عاش في الفترة 2 أكتوبر 1854 - 17 أبريل 1932. كان خبير وبيولوجي اسكتلدني
في تخطيط المدن. درس علم الأحياء فساعده ذلك في تكوين كثير من أفكاره عن التخطيط. تأثر جيدس بكثير من المفكرين الفرنسيين في علم الاجتماع والتخطيط وكان له دور بارز في التأثير على الجغرافيين البريطانيين وغيرهم من الباحثين. وقد ترك بصمات واضحة في عدة مدن بريطانية أعيد تخطيطها، كما كان له دور في تخطيط بعض المدن في الهند وفلسطين. له بحوث كثيرة في مجال التخطيط الحضري.

## روابط خارجية
- باتريك جيدس على موقع الموسوعة البريطانية (الإنجليزية)